# Symposiachrus verticalis
El monarca de las Bismarck (Symposiachrus verticalis) es una especie de ave paseriforme de la familia Monarchidae endémica de las islas Bismarck.

## Distribución y hábitat
Se encuentra en la mayoría de las islas del archipiélago Bismarck. Su hábitat natural son las selvas tropicales húmedas de zonas bajas.
Se encuentra amenazado por pérdida de hábitat.